# Ljubnica
Ljubnica je naselje v Občini Vitanje.